# Meriania tuberculata
Meriania tuberculata är en tvåhjärtbladig växtart som beskrevs av José Jéronimo Triana. Meriania tuberculata ingår i släktet Meriania och familjen Melastomataceae. Inga underarter finns listade i Catalogue of Life.